# Steven Cutts
Ne doit pas être confondu avec Steve Cutts.
Steven Cutts est un acteur, écrivain et producteur américain surtout connu pour son rôle de Shaun dans le film musical Camp (en).

## Biographie
Steven Cutts fait diverses apparitions au théâtre, notamment dans les productions de Hairspray, réalisées par Broadway,. En avril 2015, il joue aux côtés de Tituss Burgess au concert Broadway Backwards organisé par Broadway Cares/Equity Fights AIDS (en). La même année, il fait une apparition dans le court métrage Mother of the Week,.